# Mint (radio)
Pour les articles homonymes, voir Mint.
 (janvier 2021).
Si vous disposez d'ouvrages ou d'articles de référence ou si vous connaissez des sites web de qualité traitant du thème abordé ici, merci de compléter l'article en donnant les références utiles à sa vérifiabilité et en les liant à la section « Notes et références ».
Mint est une station de radio pop rock créée en 2007 en Belgique, disparue en 2008 de la FM, à la suite du plan de fréquence décidé par le Conseil supérieur de l'audiovisuel (CSA). Mint revient en 2016, sur Internet et sur la FM grâce à des partenariats avec d'autres radios. Mais Mint doit diminuer sa présence sur la FM après que le CSA a noté des problèmes légaux dans ses partenariats. Mint participe à l'appel d'offres fin 2018 pour récupérer des fréquences en FM et en DAB+ (radio numérique). Mais en 2019, le CSA rejette ses demandes. En juin 2021, RTL Group vend RTL Belgium, qui comprend notamment Mint, à deux sociétés belges, DPG Media et Groupe Rossel.

## Historique
Mint radio née de la fusion de BXL Radio et Contact 2 en 2007.

### 2008: plan de fréquences FM
Face d'une part à la saturation de la bande FM et, d'autre part, au vide juridique qui régnait à l'époque, le CSA (Conseil Supérieur de l'Audiovisuel) décide de lancer son plan de fréquences "FM 2008" afin de remettre de l'ordre sur la bande FM.
Le nombre de réseaux disponibles en FM étant inférieur au nombre d'opérateurs, le CSA décide de ne pas attribuer de réseau à Mint, fondant sa décision sur la position dominante du groupe RTL sur la bande FM (Bel RTL, Contact, Contact+, Fun Radio, Mint). Mint est une des deux grandes perdantes du plan de fréquences, avec BFM Belgique. Mint annonce un recours devant le Conseil d'Etat. Par ailleurs, le 13 juin 2008, une pétition est déposée.
Les 120 000 auditeurs que Mint parvient à toucher quotidiennement (en un peu plus d'un an d'existence), les 70 000 signatures sur la pétition de soutien, les 30 000 membres du groupe Facebook Pour que Mint vive, la lettre de soutien signée par plus de 60 artistes (Arid, Marka, Marc Moulin, La grande Sophie, Eté 67, Joshua, Perry Rose, Saule, Saint André, Ghinzu, Sharko, Puggy, Suarez, Hooverphonic, Ozark Henry, Thomas Dutronc, Aaron, etc.), n'ont pas réussi à faire annuler la décision du CSA.

### 2008: éviction de la bande FM
Le 28 juillet 2008, les agents de l'Institut belge des postes et télécommunications posent des scellés sur les deux émetteurs de Mint en région bruxelloise. Ses fréquences 92.1 et 106.1 ne sont plus disponibles en raison de l'activation des émetteurs de Radio Campus sur 92.1 et de Gold FM sur 106.1, (toujours dans le cadre du plan de fréquences "FM 2008").
Mint disparaît complètement de la bande FM, mais continue ses émissions habituelles, diffusées sur diverses plates-formes numériques (Streaming, Câble, ADSL, satellite, etc.), avec l'espoir infime d'obtenir, en ultime recours, le dernier réseau FM disponible (le deuxième réseau urbain "U2").
Le vendredi 17 octobre 2008, le CSA fait connaître sa décision d'attribuer le réseau U2 à "Ciel Info" - renommée entretemps Twizz Radio puis DH Radio -, condamnant ainsi Mint et BFM Belgique au silence sur la FM. Cette décision força la direction à mettre fin aux émissions et à remercier le personnel: bien que toujours diffusée sur de multiples plates-formes numériques, Mint n'était pas viable sans la FM. La dernière émission eut lieu le même jour, de 17 h 0 à 20 h 0. Elle fut parrainée par de nombreux artistes (Philippe Geluck, Sharko, Ginzu, Saule, Jeronimo, Ozark Henri, Puggy, Saint-André…) et clôturée par la diffusion d'une version live de Viva la vida de Coldplay - considérée comme l'hymne[évasif] de la station.
Mint était diffusée sur de multiples supports numériques :
- VOO : chaîne 435 (Câblo-opérateur - Wallonie)
- Proximus TV : chaîne 861 (VDSL/fibre - Belgique)
- Orange Belgium : chaîne 808 (Câblo-opérateur - Belgique)
- TéléSAT : chaîne 1507 (TV numérique par satellite - Belgique)
- Telenet : chaîne 908 (Câblo-opérateur - Flandres et Bruxelles, à la suite du rachat de SFR Belgium, ex-Numéricâble)
- Streaming

Il ne subsistera pendant huit qu'un flux musical ininterrompu disponible sur internet.

### 2016: le retour
Début décembre 2015, les auditeurs fidèles du streaming (estimés entre 1 000  et   2 000 personnes par jour, selon le groupe RTL Belgique) entendent une annonce à l'antenne: "Mint recherche des talents".
Il s'avère que le Groupe RTL a trouvé un moyen de récupérer des fréquences dans les provinces de Liège, Luxembourg et Namur, grâce à des partenariats avec les réseaux provinciaux Must FM (Namur/Luxembourg), Maximum FM (Liège) et BXFM (Bruxelles), qui diffusent des programmes entièrement réalisés par Mint. Mint entame alors une campagne de recrutement afin de reformer une équipe. Le retour de la radio en FM a lieu le 4 janvier 2016.
Dans la foulée, le site internet www.mint.be est relancé, une nouvelle page Facebook est créée et le logo de la station est remis à neuf.
En avril 2016, trois mois après son redémarrage, Mint a 0,5% de parts de marché, soit 66 800 auditeurs, ce qui la met au même niveau que plusieurs radios étant sur la FM depuis 8 ans.
En décembre 2016, Mint lance son application pour les smartphones, qui permet aux auditeurs d'écouter la radio en temps réel, ou bien les derniers morceaux musicaux diffusés, ou encore des listes de titres musicaux, qui permettent notamment de suivre les nouveautés,.
En avril 2017, le CSA notifie des griefs aux trois radios qui diffusent des programmes de Mint sur leur bande FM : les radios Must FM, Maximum FM n'ont pas tenu leur engagement de diffuser 98,2 et 100% de productions propres. La radio BXFM n'a pas tenu son engagement à diffuser 9% de programmes en rapport avec le thème de l'Europe. Et des slogans du type « Mmm Mint. Vous écoutez BXFM » constituent une communication commerciale clandestine dans la mesure où ils ont été diffusés en dehors des tunnels publicitaires,. En juillet 2017, le CSA confirme l'existence d'infractions dans la collaboration entre Mint et chacune des radios Must FM, Maximum FM et BXFM. Mais le CSA ne délivre aucune sanction, constatant que depuis le lancement de la procédure, les radios Must FM et Maximum FM ne diffusent plus de programmes de Mint, que BXFM tient désormais ses engagements en ce qui concerne la diffusion de programmes en lien avec l'Europe, et que les slogans mentionnant Mint sont positionnés dans les tunnels publicitaires. 
L'objectif visé par Mint est d'essayer de récupérer un réseau complet lors du prochain appel à candidatures pour les réseaux FM. Cet appel est officiellement lancé fin 2018. Cet appel d'offres correspondant également au lancement annoncé de la radio numérique terrestre (DAB+) en Belgique francophone.
En 2017, Mint diffuse sur les canaux digitaux et réunit environ 90 000 auditeurs chaque semaine, avec une durée d'écoute moyenne de 2h40. Comme la radio est accessible sur internet, les émissions sont programmés non pas le matin et le soir quand les auditeurs sont dans leur voiture, mais à partir de 10 heures. Mint diffuse en numérique, ce qui lui donne un meilleur son que la FM, et attend la venue de la radio numérique, le DAB+, qui a la même qualité de son et doit à terme remplacer la FM. Mais en attendant, Mint veut néanmoins pouvoir diffuser sur la FM,.
En octobre 2018, Mint lance un recrutement auprès de musiciens n'ayant pas encore signé avec un label : les candidats peuvent envoyer leur maquette musicale sur le site de Mint, et le gagnant pourra enregistrer un morceau dans un studio et bénéficier de la communication de Mint pour le lancement de son single.
En juillet 2019, la décision du CSA tombe : Mint n'obtient pas de bande FM. RTL annonce alors que le projet Mint est abandonné, pour des raisons de rentabilité,,.
En 2020, une étude indique que Mint, comme l'ensemble des radios sur internet, a bénéficié du confinement en réponse à la pandémie de covid-19, avec une augmentation de 26 % de l'audience entre la période du 17 février au 15 mars et le premier mois du confinement, du 16 mars au 12 avril 2020.
En juin 2021, RTL annonce la vente de RTL Belgium, qui comprend notamment Mint, à deux sociétés belges, DPG Media et Groupe Rossel.

## Identité de la station
Mint propose essentiellement de la musique et des informations pop-rock. La radio diffuse à 90% des titres de pop-rock. Mint tente de découvrir de nouveaux talents, et a, par exemple, soutenu à leurs débuts des groupes et chanteurs belges émergents comme Saule, Puggy et Girls in Hawaii. L'un des trois membres du groupe belge Puggy déclare en 2017 : « Il y a dix ans, nous étions inconnus au bataillon et Mint a cru en nous [...]. C'est une radio qui n'hésite pas à endosser son vrai rôle de radio, c'est-à-dire diffuser de nouveaux talents, ceux qui se trouvent tout en dessous de la pile. »,
Mint organise des concerts intimistes devant quelques auditeurs sélectionnés par l'intermédiaire de son site. Ces concerts sont intitulés les « concerts très très privés ». Par exemple, en septembre 2016, 150 auditeurs privilégiés assistent à un concert où se succèdent des artistes belges : Saule, Puggy, Sharko et Midnight Stubble,.
Selon La Lettre Pro de la Radio, Mint se positionne comme une radio pop rock et s'adresse « aux trentenaires urbains et péri-urbains, consommateurs de culture » et, en octobre 2016, la radio a 5,3% de parts de marché « sur son cœur de cible, les 30-44 ans ».

## Équipe de 2016
- Vianney 't Kint (Station Manager)[27],[28]
- Sylvie Degrelle (Journaliste)[15]
- Cédric Godart (Animateur)[15]
- Eric Vergnaux (Animateur)[24]
- Serge Jonckers (Journaliste musical)[28]

En septembre 2018, Thomas Simonis rejoint la radio pour s'occuper des interviews (les « MiNTerviews »). Simon Leclercq est également une nouvelle recrue, il anime les après-midi de la semaine avec les auditeurs,.

## Diffusion

### Bassin de diffusion FM en 2007-2008
En 2007 et 2008, MiNT diffusait ses programmes, en modulation de fréquence, sur toute la région wallonne. C'était une station de radio régionale.

### Secteurs de diffusion FM en 2016
À partir de 2016, Mint est devenue une station de radio à caractère provincial grâce à des partenariats avec plusieurs chaînes régionales. Des rendez-vous de MiNT sont disponibles via ses partenaires en Wallonie et à Bruxelles. En 2017, le CSA a contesté la régularité du retour de MiNT sur la bande FM via ses partenaires et les collaborations ont été réduites.
Bruxelles
- Par l'intermédiaire de BXFM

#### Province de Liège: MaximumFM
- Condroz
- Hannut
- Huy
- Liège
- Lincent
- Malmedy
- Ourthe-Amblève
- Spa
- Verviers
- Waremme
- Welkenraedt

#### Province de Luxembourg: MustFM
- Arlon
- Athus
- Aubange
- Bastogne
- Bouillon
- Centre-Ardennes
- Durbuy
- Florenville
- La Roche-en-Ardenne
- Saint Hubert
- Vielsam

#### Province de Namur: MustFM
- Andenne
- Basse-Sambre
- Beauraing
- Ciney
- Couvin
- Dinant
- Gembloux
- Namur
- Philippeville
- Rochefort

### Les Webradios
- Mint "Nouvelles scène"
- Mint "Rock"

Ces deux webradios furent arrêtées en même temps que MiNT, fin 2008.

### Documents vidéo
- Promo TV : http://www.youmake.tv/video?id=7784
- Pétition de soutien : http://www.youmake.tv/video?id=8526
- Mint, toujours là : http://www.youmake.tv/video?id=9793
- La fin de Mint : http://www.youmake.tv/video?id=10445